# Gertrudis Rita Florència Surís Brusola
Blahoslavená Gertrudis Rita Florència Surís Brusola, řeholním jménem María Dolores (17. února 1899, Barcelona – 20. listopadu 1936, Paterna) byla španělská římskokatolická řeholnice kongregace Sester křesťanské doktríny a mučednice.

## Život
Narodila se 17. února 1899 v Barceloně jako dcera Gerarda a Caridad. Byla pokřtěna v katedrále svatého Kříže a svaté Eulálie v Barceloně. Brzy osiřela a vzdělávala se u řeholních sester a poté na další škole ve svém rodném městě. Léto trávila u svých příbuzných v Cabrera de Mar, kde se setkala se Sestrami křesťanské doktríny.

Roku 1918 vstoupila do kongregace Sester křesťanské doktríny a přijala jméno María Dolores. Zde byla její novicmystriní sestra Teresa od svatého Josefa. Jako sestra působila v Ondaře a nakonec odešla do Valencie. Při odjezdu do Valencie řekla: 
| „ | Můj osud bude osudem všech ostatních sester. | “ |

Po národním povstání za Španělské občanské války dne 18. července 1936 jí a jejím spolusestrám bylo přikázáno od generální představené matky Ángeles od sv. Josefa, aby odešly do soukromého domu na Maestro Chapí na okraji Valencie. V této době probíhalo protikatolické pronásledování. Zde se sestry s matkou představenou ukrývaly. Milicionáři zjistili jejich úkryt a 19. listopadu je přišli zatknout. Druhý den byly matka Ángeles, sestra María a dalších 13 sester odvedeny na jízdárnu Picadero de Paterna blízko Valencie. Po krutém mučení a zesměšňování byly sestry zastřeleny.

## Proces blahořečení
Její proces blahořečení byl zahájen 5. července 1965 v arcidiecézi Valencia spolu s dalšími šestnácti spolusestrami křesťanské doktríny.
Dne 6. července 1993 uznal papež sv. Jan Pavel II. jejich mučednictví. Blahořečeny byly 1. října 1995 spolu s dalšími 45 mučedníky Španělské občanské války.